# Surinamische Badminton-Juniorenmeisterschaft
Surinamische Badminton-Juniorenmeisterschaften werden seit Ende der 1960er Jahre ausgetragen. Suriname ist in Südamerika neben Peru das Land mit den größten Traditionen im Badminton.

## Titelträger der U19 (U18 bis 1996)
| Saison    | Herreneinzel          | Dameneinzel           | Herrendoppel                              | Damendoppel                             | Mixed                                       |
| --------- | --------------------- | --------------------- | ----------------------------------------- | --------------------------------------- | ------------------------------------------- |
| 1968      | Jeffrey Haselhoef     | Lilian Abendanon      | Henri Dijk / Frits Terborg                | Diana Pengel / Hildegaard Illes         | Henri Dijk / Gerda Lobato de Mesquita       |
| 1969      | keine Daten           | keine Daten           | Reginald Chin Jong /                      | keine Daten                             | keine Daten                                 |
| 1970      | Steven Stjeward       | Sandra Apon           | Reginald Chin Jong /                      | keine Daten                             | Reginald Chin Jong / Sandra Apon            |
| 1972      | keine Daten           | keine Daten           | keine Daten                               | keine Daten                             | keine Daten                                 |
| 1973      | keine Daten           | keine Daten           | keine Daten                               | keine Daten                             | keine Daten                                 |
| 1974      | keine Daten           | keine Daten           | keine Daten                               | keine Daten                             | keine Daten                                 |
| 1975      | Howard Stewart        | Sandra Apon           | Alvin Cheung / Frankie Lieuw              | Sandra Apon / Suzy Tjin A Sjoe          | Frankie Lieuw / Sandra Apon                 |
| 1976      | Amernath Jhinkoerai   | keine Daten           | Alvin Cheung / Frankie Lieuw              | Kathleen Burke /                        | / Kathleen Burke                            |
| 1977      | Jimmy Snabelië        | Ivy Wongsodimedjo     | Alvin Cheung / Frankie Lieuw              | M. Adhin / M. Abas                      | Jimmy Snabelië /                            |
| 1978      | Armand Vliet          | keine Daten           | keine Daten                               | keine Daten                             | Armand Vliet / Ivy Wongsodimedjo            |
| 1979      | Mike van Daal         | Ivy Wongsodimedjo     | Mike van Daal / Armand Vliet              | Olivia Wijntuin / Ivy Wongsodimedjo     | Mike van Daal / Sherita Breidel             |
| 1980      | keine Daten           | keine Daten           | keine Daten                               | keine Daten                             | keine Daten                                 |
| 1981      | keine Daten           | Sherida Ramzan        | keine Daten                               | Sherida Ramzan /                        | keine Daten                                 |
| 1982      | Steeve Nobibux        | Sherida Ramzan        | keine Daten                               | Sherida Ramzan /                        | keine Daten                                 |
| 1983      | keine Daten           | Sherida Ramzan        | keine Daten                               | Sherida Ramzan /                        | keine Daten                                 |
| 1984      | Hedwig de La Fuente   | Joan Jong Pian Kie    | Eric Bleau / Fariek Nazir                 | Carmen Partoredjo / Joan Jong Pian Kie  | Hedwig de La Fuente /                       |
| 1985      | keine Daten           | keine Daten           | keine Daten                               | Audrey Pawironadi / Mireille Pawironadi | Steeve Nobibux / Audrey Pawironadi          |
| 1986      | Oscar Brandon         | keine Daten           | Oscar Brandon /                           | keine Daten                             | keine Daten                                 |
| 1987      | keine Daten           | keine Daten           | keine Daten                               | keine Daten                             | keine Daten                                 |
| 1988      | Oscar Brandon         | Letitia Wongsodimedjo | Eric Bleau / Fariek Nazir                 | Letitia Wongsodimedjo / Ninon Nojodipo  | Eric Bleau / Ninon Nojodipo                 |
| 1990      | Clint Fazal-Alikhan   | Letitia Wongsodimedjo | Clint Fazal-Alikhan / Harvey Kasanwidjojo | nicht ausgetragen                       | Clint Fazal-Alikhan / Letitia Wongsodimedjo |
| 1991      | Misdi Soerodimedjo    | Sharon Carrilho       | Jerrel Burleson / Ryan Samidin            | Sharon Carrilho / Melinda Buiteman      | Jerrel Burleson / Sharon Carrilho           |
| 1996      | keine Daten           | Nathalie Haynes       | keine Daten                               | keine Daten                             | keine Daten                                 |
| 1997      | Brian Kliwon          | Nathalie Haynes       | Raul Neijhorst /                          | Nathalie Haynes /                       | Raul Neijhorst / Nathalie Haynes            |
| 1998      | Mitchel Wongsodikromo | Nathalie Haynes       | Mitchel Wongsodikromo / Brian Kliwon      | Nathalie Haynes / Charlene Soerodimedjo | Virgil Soeroredjo / Nathalie Haynes         |
| 1999      | Mitchel Wongsodikromo | Daniëlle Melchiot     | Mitchel Wongsodikromo / Virgil Soeroredjo | keine Daten                             | Mitchel Wongsodikromo / Carolyn Davids      |
| 2000      | Mitchel Wongsodikromo | Daniëlle Melchiot     | Virgil Soeroredjo / Redon Coulor          | Nathalie Haynes / Daniëlle Melchiot     | Mitchel Wongsodikromo / Carolyn Davids      |
| 2001      | Mitchel Wongsodikromo | Carolyn Davids        | Virgil Soeroredjo / Redon Coulor          | Carolyn Davids / Priscille Tjitrodipo   | Mitchel Wongsodikromo / Carolyn Davids      |
| 2002      | Mitchel Wongsodikromo | Sefania Esajas        | Mitchel Wongsodikromo / Dion Sjauw Mook   | Sefania Esajas / Stephanie Jadi         | Virgil Soeroredjo / Stephanie Jadi          |
| 2003      | Mitchel Wongsodikromo | Carolyn Davids        | Mitchel Wongsodikromo / Virgil Soeroredjo | keine Daten                             | keine Daten                                 |
| 2004      | Gilmar Jones          | Carolyn Davids        | Gilmar Jones / Danny Liu                  | keine Daten                             | Gilmar Jones / Gaelle Jones                 |
| 2005      | keine Daten           | Jill Sjauw Mook       | Irfan Djabar /                            | Jill Sjauw Mook / Gaelle Jones          | Irfan Djabar / Gaelle Jones                 |
| 2006      | Irfan Djabar          | Jill Sjauw Mook       | Dwayne Heath / Romario Mamatoe            | Jill Sjauw Mook /                       | / Jill Sjauw Mook                           |
| 2007      | Dylan Darmohoetomo    | Crystal Leefmans      | Irfan Djabar / Dwayne Heath               | Crystal Leefmans / Arantxa Ilahibaks    | Irfan Djabar / Quennie Pawirosentono        |
| 2008      | Irfan Djabar          | Quennie Pawirosentono | Dylan Darmohoetomo / Irfan Djabar         | Ushafe Djarkasi / Rugshaar Ishaak       | Irfan Djabar / Quennie Pawirosentono        |
| 2009      | Irfan Djabar          | Crystal Leefmans      | Dylan Darmohoetomo / Irfan Djabar         | Crystal Leefmans / Quennie Pawirosemito | Irfan Djabar / Quennie Pawirosemito         |
| 2010      | Irfan Djabar          | Crystal Leefmans      | keine Daten                               | keine Daten                             | Irfan Djabar / Quennie Pawirosomito         |
| 2011      | Sören Opti            | Crystal Leefmans      | Sören Opti / Jair Liew                    | Crystal Leefmans / Sherifa Jameson      | Alrick Toney / Crystal Leefmans             |
| 2012      | Sören Opti            | Crystal Leefmans      | Sören Opti / Alrick Toney                 | Crystal Leefmans / Sherifa Jameson      | Sören Opti / Rugshaar Ishaak                |
| 2013      | Sören Opti            | Rugshaar Ishaak       | Mitch Nai Chung Tong / Sören Opti         | Rugshaar Ishaak / Santusha Ramzan       | Sören Opti / Rugshaar Ishaak                |
| 2014      | Sören Opti            | Rugshaar Ishaak       | Mitch Nai Chung Tong / Sören Opti         | Rugshaar Ishaak / Santusha Ramzan       | Sören Opti / Rugshaar Ishaak                |
| 2015      | Sören Opti            | Shemara Lindveld      | Mitch Nai Chung Tong / Sören Opti         | Shemara Lindveld / Santusha Ramzan      | Sören Opti / Santusha Ramzan                |
| 2016      | Danny Chen            | Santusha Ramzan       | Juan Delprado / Denzel Sweet              | keine Daten                             | Denzel Sweet / Caroline Jameson             |
| 2017      | Danny Chen            | Shemara Lindveld      | Jascha Atmodikromo / Danny Chen           | Imani Mangroe / Mary-Ann Zhong          | Tariq Sweet / Shemara Lindveld              |
| 2018      | Danny Chen            | Imani Mangroe         | Geordan Tjon Kon Joen / Eric Wu           | Imani Mangroe / Faith Sariman           | Danny Chen / Isabella Li                    |
| 2019      | David Cheung          | Imani Mangroe         | Jason Chen / Kevin Karg                   | Erisa Bleau / Sion Zeegelaar            | Kevin Karg / Erisa Bleau                    |
| 2020 2021 | nicht ausgetragen     | nicht ausgetragen     | nicht ausgetragen                         | nicht ausgetragen                       | nicht ausgetragen                           |
| 2022      | Quinn Van De Leuv     | Sion Zeegelaar        | Diego Dos Ramos / Al-Hassan Somedjo       | nicht ausgetragen                       | Rivano Bisphan / Sion Zeegelaar             |
| 2023      | Rivano Bisphan        | Sion Zeegelaar        | Diego Dos Ramos / Al-Hassan Somedjo       | Jade Asmoredjo / Sion Zeegelaar         | Rivano Bisphan / Sion Zeegelaar             |
| 2024      | Dickson Liao          | Le Yan Sharon Li      | Dickson Liao / Yu Rui Tony Zhu            | nicht ausgetragen                       | Daniel Li / Chantal Huang                   |

## Titelträger der U17 (U16 bis 1996)
| Saison    | Herreneinzel            | Dameneinzel           | Herrendoppel                                 | Damendoppel                                 | Mixed                                       |
| --------- | ----------------------- | --------------------- | -------------------------------------------- | ------------------------------------------- | ------------------------------------------- |
| 1975      | Orlando Kenton          | keine Daten           | keine Daten                                  | keine Daten                                 | keine Daten                                 |
| 1976      | Amernath Jhinkoerai     | Kathleen Burke        | keine Daten                                  | keine Daten                                 | keine Daten                                 |
| 1977      | Amernath Jhinkoerai     | Ivy Wongsodimedjo     | Amernath Jhinkoerai /                        | Ivy Wongsodimedjo                           | Amernath Jhinkoerai / Ivy Wongsodimedjo     |
| 1978      | Mike van Daal           | keine Daten           | Mike van Daal / Armand Vliet                 | keine Daten                                 | Mike van Daal / Anne Watkin                 |
| 1979      | Mike van Daal           | keine Daten           | Mike van Daal / Howard Breidel               | Olivia Wijntuin /                           | Mike van Daal / Anne Watkin                 |
| 1983      | keine Daten             | Donna Amatkarijo      | keine Daten                                  | keine Daten                                 | keine Daten                                 |
| 1984      | Fayaz Nazir             | Audrey Pawironadi     | keine Daten                                  | Donna Amatkarijo /                          | Fayaz Nazir / Donna Amatkarijo              |
| 1985      | Oscar Brandon           | Letitia Wongsodimedjo | Oscar Brandon / Marlon Djojodiwongso         | keine Daten                                 | / Audrey Pawironadi                         |
| 1986      | Oscar Brandon           | Letitia Wongsodimedjo | Oscar Brandon /                              | keine Daten                                 | keine Daten                                 |
| 1988      | Clint Fazal-Alikhan     | Thalitia Sjauw Mook   | Clint Fazal-Alikhan / Harvey Kasanwidjojo    | Letitia Wongsodimedjo / Thalitia Sjauw Mook | Clint Fazal-Alikhan / Natalia Carrilho      |
| 1990      | Misdi Soerodimedjo      | nicht ausgetragen     | Misdi Soerodimedjo / Junaedhy "Juny" Samidin | nicht ausgetragen                           | nicht ausgetragen                           |
| 1991      | Junaedhy "Juny" Samidin | Revelya Wongsodimedjo | Terry Kastoredjo / Wensley Sarip             | Sharon Sandjon / Audrey Hankers             | Michael Harkisoen / Priscilla Ngalimoertomo |
| 1992      | keine Daten             | keine Daten           | keine Daten                                  | keine Daten                                 | keine Daten                                 |
| 1993      | keine Daten             | keine Daten           | keine Daten                                  | keine Daten                                 | Winston Sanijo /                            |
| 1994      | keine Daten             | Nathalie Haynes       | keine Daten                                  | keine Daten                                 | keine Daten                                 |
| 1995      | Sergio Gesrooh          | Nathalie Haynes       | keine Daten                                  | keine Daten                                 | Eduard Ramjiawan / Shiva Schillevoort       |
| 1996      | keine Daten             | keine Daten           | keine Daten                                  | keine Daten                                 | keine Daten                                 |
| 1997      | Mitchel Wongsodikromo   | Nathalie Haynes       | Mitchel Wongsodikromo /                      | Nathalie Haynes /                           | Raul Neijhorst / Nathalie Haynes            |
| 1998      | nicht ausgetragen       | nicht ausgetragen     | nicht ausgetragen                            | nicht ausgetragen                           | nicht ausgetragen                           |
| 1999      | keine Daten             | Carolyn Davids        | keine Daten                                  | Carolyn Davids / Cheryl Blokland            | Mitchel Wongsodikromo / Carolyn Davids      |
| 2000      | Amilcar Cooman          | keine Daten           | keine Daten                                  | keine Daten                                 | keine Daten                                 |
| 2001      | Gilmar Jones            | Sefania Esajas        | Gilmar Jones / Danny Liu                     | Sefania Esajas / Janet de Freitas           | Gilmar Jones / Sefania Esajas               |
| 2002      | Gilmar Jones            | Jill Sjauw Mook       | Gilmar Jones / Dino Kappel                   | Jill Sjauw Mook / Xavira Jons               | Dion Sjauw Mook/ Jill Sjauw Mook            |
| 2003      | keine Daten             | keine Daten           | keine Daten                                  | keine Daten                                 | keine Daten                                 |
| 2004      | Irfan Djabar            | keine Daten           | keine Daten                                  | keine Daten                                 | keine Daten                                 |
| 2005      | Dwayne Heath            | keine Daten           | keine Daten                                  | keine Daten                                 | keine Daten                                 |
| 2006      | keine Daten             | keine Daten           | keine Daten                                  | keine Daten                                 | keine Daten                                 |
| 2007      | Irfan Djabar            | Ushafe Djarkasi       | Irfan Djabar / Jair Liew                     | Crystal Leefmans / Arantxa Ilahibaks        | Dylan Darmohoetomo / Sharon Rakijo          |
| 2008      | Irfan Djabar            | Ushafe Djarkasi       | Irfan Djabar / Jair Liew                     | Cheryl Nai Chung Tong / Preciosa Veerhuizen | Dylan Darmohoetomo / Sharon Rakijo          |
| 2009      | keine Daten             | keine Daten           | keine Daten                                  | keine Daten                                 | keine Daten                                 |
| 2010      | keine Daten             | keine Daten           | keine Daten                                  | keine Daten                                 | keine Daten                                 |
| 2011      | Sören Opti              | Santusha Ramzan       | Mitch Nai Chung Tong / Sören Opti            | Nazia Kurban / Santusha Ramzan              | Alrick Toney / Nazia Kurban                 |
| 2012      | Sören Opti              | Rugshaar Ishaak       | Mitch Nai Chung Tong / Sören Opti            | Rugshaar Ishaak / Santusha Ramzan           | Sören Opti / Rugshaar Ishaak                |
| 2013      | Sören Opti              | Santusha Ramzan       | Mitch Nai Chung Tong / Sören Opti            | Caroline Jameson / Shemara Lindveld         | Sören Opti / Santusha Ramzan                |
| 2014      | Denzel Sweet            | Santusha Ramzan       | Denzel Sweet / Tariq Sweet                   | Caroline Jameson / Shemara Lindveld         | Denzel Sweet / Shemara Lindveld             |
| 2015      | Tariq Sweet             | Shemara Lindveld      | Jia Luo / Eric Wu                            | Imani Mangroe / Mary-Ann Zhong              | Juan Delprado / Mary-Ann Zhong              |
| 2016      | Jascha Atmodikromo      | Imani Mangroe         | Jascha Atmodikromo / Danny Chen              | Abigael Hing / Faith Sariman                | Jascha Atmodikromo / Imani Mangroe          |
| 2017      | Danny Chen              | Imani Mangroe         | Jair Naipal / Geordan Tjon Kon Joen          | Imani Mangroe / Vivian Huang                | Kevin Karg / Imani Mangroe                  |
| 2018      | Danny Chen              | Chaista Soemodipoero  | Jason Chen / Kevin Karg                      | Chaista Soemodipoero / Erisa Bleau          | Danny Chen / Isabella Li                    |
| 2019      | Kevin Karg              | Vivian Huang          | Kevin Karg / Timothy Karg                    | Erisa Bleau / Sion Zeegelaar                | Kevin Karg / Erisa Bleau                    |
| 2020 2021 | nicht ausgetragen       | nicht ausgetragen     | nicht ausgetragen                            | nicht ausgetragen                           | nicht ausgetragen                           |
| 2022      | Yu Rui Tony Zhu         | Melody Sjauw Koen Fa  | Dickson Liao / Yu Rui Tony Zhu               | Chantal Huang / Melody Sjauw Koen Fa        | Yu Rui Tony Zhu / Melody Sjauw Koen Fa      |
| 2023      | Dickson Liao            | Megan Peng            | Dickson Liao / Daniel Li                     | nicht ausgetragen                           | Yu Rui Tony Zhu / Jade Asmoredjo            |
| 2024      | Wilson Huang            | Megan Peng            | Terrence Li / Daniel Li                      | Le Yan Sharon Li / Megan Peng               | Wilson Huang / Le Yan Sharon Li             |

## Titelträger der U15 (U14 bis 1996)
| Saison    | Herreneinzel          | Dameneinzel          | Herrendoppel                          | Damendoppel                               | Mixed                                        |
| --------- | --------------------- | -------------------- | ------------------------------------- | ----------------------------------------- | -------------------------------------------- |
| 1991      | Marvin Amatoeloes     | Myrre Babb           | Marvin Amatoeloes / Romano Nejal      | keine Daten                               | Winston Sanijo / Priscilla Ngalimoertomo     |
| 1992      | keine Daten           | keine Daten          | Derrick Stjeward / Marvin Amatoeloes  | keine Daten                               | keine Daten                                  |
| 1993      | keine Daten           | keine Daten          | Sergio Gesrooh / Eduard Ramdjiawan    | keine Daten                               | keine Daten                                  |
| 1994      | keine Daten           | Nathalie Haynes      | Mitchel Wongsodikromo /               | keine Daten                               | Mitchel Wongsodikromo /                      |
| 1995      | Mitchel Wongsodikromo | Nathalie Haynes      | Mitchel Wongsodikromo /               | Nathalie Haynes                           | Mitchel Wongsodikromo / Nathalie Haynes      |
| 1996      | Mitchel Wongsodikromo | Carolyn Davids       | Mitchel Wongsodikromo /               | keine Daten                               | Mitchel Wongsodikromo /                      |
| 1997      | keine Daten           | Carolyn Davids       | Mitchel Wongsodikromo /               | keine Daten                               | keine Daten                                  |
| 1998      | Mitchel Wongsodikromo | Pricille Tjitrodipo  | Virgil Soeroredjo / Danny Liu         | Pricille Tjitrodipo / Stephanie Jadi      | Mitchel Wongsodikromo / Pricille Tjitrodipo  |
| 1999      | Mitchel Wongsodikromo | Sefanja Esajas       | Virgil Soeroredjo / Gilmar Jones      | Priscille Tjitrodipo / Stephanie Jadi     | Mitchel Wongsodikromo / Priscille Tjitrodipo |
| 2000      | Gilmar Jones          | Priscille Tjitrodipo | Gilmar Jones / Danny Liu              | Priscille Tjitrodipo / Jill Sjauw Mook    | Gilmar Jones / Priscille Tjitrodipo          |
| 2001      | Dino Kappel           | Jill Sjauw Mook      | Ryan van Russel / Jimmy Jong A Pin    | Jill Sjauw Mook / Xavira Jons             | Dino Kappel / Janet de Freitas               |
| 2002      | Randy Wakiran         | Jill Sjauw Mook      | Randy Wakiran / Harvey Salijo         | Jill Sjauw Mook / Xavira Jons             | Randy Wakiran / Maroushka van der Claus      |
| 2003      | keine Daten           | keine Daten          | keine Daten                           | keine Daten                               | keine Daten                                  |
| 2004      | keine Daten           | keine Daten          | keine Daten                           | keine Daten                               | keine Daten                                  |
| 2005      | Irfan Djabar          | Ushafe Djarkasi      | Irfan Djabar /                        | Ushafe Djarkasi / Quennie Pawirosemito    | Irfan Djabar / Ushafe Djarkasi               |
| 2006      | keine Daten           | keine Daten          | keine Daten                           | keine Daten                               | / Quennie Pawirosemito                       |
| 2007      | Jair Liew             | Crystal Leefmans     | Jair Liew / Sören Opti                | Crystal Leefmans / Arantxa Ilahibaks      | Jair Liew / Crystal Leefmans                 |
| 2008      | Jair Liew             | Rugshaar Ishaak      | Jair Liew / Sören Opti                | Rugshaar Ishaak / Crystal Leefmans        | Jair Liew / Crystal Leefmans                 |
| 2009      | Sören Opti            | Crystal Leefmans     | Sören Opti / Alrick Toney             | Rugshaar Ishaak / Crystal Leefmans        | Sören Opti / Crystal Leefmans                |
| 2010      | Sören Opti            | Rugshaar Ishaak      | keine Daten                           | keine Daten                               | Sören Opti / Rugshaar Ishaak                 |
| 2011      | Sören Opti            | Santusha Ramzan      | Sören Opti / Mitch Nai Chung Tong     | Santusha Ramzan / Shemara Lindveld        | Sören Opti / Santusha Ramzan                 |
| 2012      | Mitch Nai Chung Tong  | Santusha Ramzan      | Juan Delprado / Mitch Nai Chung Tong  | Shemara Lindveld / Santusha Ramzan        | Mitch Nai Chung Tong / Santusha Ramzan       |
| 2013      | Arvind Nannanpanday   | Shemara Lindveld     | Jascha Atmodikromo / Mitch Wong A Foe | Caroline Jameson / Shemara Lindveld       | Tariq Sweet / Shemara Lindveld               |
| 2014      | Tariq Sweet           | Shemara Lindveld     | Danny Chen / Eric Wu                  | Stacy Cheung / Shemara Lindveld           | Tariq Sweet / Shemara Lindveld               |
| 2015      | Manish Nannanpanday   | Imani Mangroe        | Danny Chen / David Cheung             | Abigael Hing / Joy Yzer                   | David Cheung / Faith Sariman                 |
| 2016      | Danny Chen            | Abigael Hing         | Kevin Karg / Jair Naipal              | Kayleigh Moenne / Chaista Soemodipoero    | Kevin Karg / Abigael Hing                    |
| 2017      | Kevin Karg            | Erisa Bleau          | Kevin Karg / Jason Chen               | Erisa Bleau / Vivian Huang                | Kevin Karg / Erisa Bleau                     |
| 2018      | Rivano Bisphan        | Vivian Huang         | Rivano Bisphan / Timothy Karg         | Chloe Poeketie / Sion Zeegelaar           | Rivano Bisphan / Sion Zeegelaar              |
| 2019      | Al-Hassan Somedjo     | Sion Zeegelaar       | Zair Amatkarijo / Al-Hassan Somedjo   | Chloe Poeketie / Sion Zeegelaar           | Quinn Van De Leuv / Chloe Poeketie           |
| 2020 2021 | nicht ausgetragen     | nicht ausgetragen    | nicht ausgetragen                     | nicht ausgetragen                         | nicht ausgetragen                            |
| 2022      | Wilson Huang          | Jade Asmoredjo       | Wilson Huang / Terrence Li            | Jade Asmoredjo / Le Yan Sharon Li         | Daniel Li / Le Yan Sharon Li                 |
| 2023      | Joshua Lan            | Megan Peng           | Joshua Lan / Terrence Li              | Megan Peng / Elise Wu                     | Joshua Lan / Megan Peng                      |
| 2024      | Ruiz Lieuw-A-Joe      | Riana Wijngaarde     | Ruiz Lieuw-A-Joe / Zane Setrowidjojo  | Riana Wijngaarde / Hanna-Christa Emanuels | Ruiz Lieuw-A-Joe / Riana Wijngaarde          |

## Titelträger der U13 (U12 bis 1996)
| Saison    | Herreneinzel          | Dameneinzel            | Herrendoppel                         | Damendoppel                              | Mixed                                 |
| --------- | --------------------- | ---------------------- | ------------------------------------ | ---------------------------------------- | ------------------------------------- |
| 1975      | keine Daten           | keine Daten            | Hedwig de La Fuente / Loepi Caster   | keine Daten                              | keine Daten                           |
| 1977      | Hedwig de La Fuente   | D. Jong Tjien Fa       | keine Daten                          | D. Jong Tjien Fa /                       | / D. Jong Tjien Fa                    |
| 1988      | Terry Kastoredjo      | nicht ausgetragen      | Terry Kastoredjo / Wesley Sarip      | nicht ausgetragen                        | nicht ausgetragen                     |
| 1991      | Clyde Fernandes       | Byanthie Djoewan       | nicht ausgetragen                    | Byanthie Djoewan / Shiva Schillevoort    | nicht ausgetragen                     |
| 1993      | Mitchel Wongsodikromo | keine Daten            | Mitchel Wongsodikromo /              | keine Daten                              | keine Daten                           |
| 1994      | Mitchel Wongsodikromo | keine Daten            | keine Daten                          | keine Daten                              | Mitchel Wongsodikromo /               |
| 1995      | Mitchel Wongsodikromo | Cheryl Blokland        | Mitchel Wongsodikromo /              | keine Daten                              | Mitchel Wongsodikromo /               |
| 1996      | Mitchel Wongsodikromo | keine Daten            | Mitchel Wongsodikromo /              | keine Daten                              | Mitchel Wongsodikromo /               |
| 1997      | Mitchel Wongsodikromo | keine Daten            | keine Daten                          | keine Daten                              | Virgil Soeroredjo /                   |
| 1998      | nicht ausgetragen     | nicht ausgetragen      | nicht ausgetragen                    | nicht ausgetragen                        | nicht ausgetragen                     |
| 1999      | keine Daten           | keine Daten            | keine Daten                          | keine Daten                              | keine Daten                           |
| 2000      | Angelo Wouter         | Jill Sjauw Mook        | Angelo Wouter / Eldridge Tholel      | Jill Sjauw Mook / Xavira Jons            | Andreas Amatkarijo / Jill Sjauw Mook  |
| 2001      | Romario Mamatoe       | Xavira Jons            | Romario Mamatoe / Dwayne Heath       | Xavira Jons / Michelle Tjoen A Choy      | Dylan Darmohoetomo / Xavira Jons      |
| 2002      | Irfan Djabar          | Gaella Jones           | Irfan Djabar / Dylan Darmohoetomo    | Gaella Jones / Preciosa Veerhuissen      | Quin Lie A Fat / Ushafe Djarkasi      |
| 2003      | keine Daten           | keine Daten            | keine Daten                          | keine Daten                              | keine Daten                           |
| 2004      | Irfan Djabar          | Ushafe Djarkasi        | Irfan Djabar / Quin Lie A Fat        | Ushafe Djarkasi / Sharon Rakijo          | Quin Lie A Fat / Ushafe Djarkasi      |
| 2005      | keine Daten           | keine Daten            | keine Daten                          | Arantxa Ilahibaks/                       | Jair Lieuw / Arantxa Ilahibaks        |
| 2006      | keine Daten           | keine Daten            | keine Daten                          | keine Daten                              | keine Daten                           |
| 2007      | Sören Opti            | Crystal Leefmans       | Sören Opti / Mitch Nai Chung Tong    | Crystal Leefmans / Rugshaar Ishaak       | Sören Opti / Crystal Leefmans         |
| 2008      | Sören Opti            | Rugshaar Ishaak        | Sören Opti / Mitch Nai Chung Tong    | Rugshaar Ishaak / Santusha Ramzan        | Sören Opti / Rugshaar Ishaak          |
| 2009      | keine Daten           | keine Daten            | keine Daten                          | keine Daten                              | keine Daten                           |
| 2010      | keine Daten           | keine Daten            | keine Daten                          | keine Daten                              | keine Daten                           |
| 2011      | Juan Delprado         | Caroline Jameson       | Juan Delprado / Arvind Nannanpanday  | Caroline Jameson / Iraisa Ramnandanlal   | Juan Delprado / Caroline Jameson      |
| 2012      | Sjarief Djabar        | Shemara Lindveld       | Jascha Atmodikromo / Damien Kort     | Shemara Lindveld / Nazeeya Oemar         | Jascha Atmodikromo / Erisa Bleau      |
| 2013      | Danny Chen            | Stacy Cheung           | Danny Chen / Damien Kort             | Stacy Cheung / Imani Mangroe             | Danny Chen / Stacy Cheung             |
| 2014      | Danny Chen            | Erisa Bleau            | Jason Chen / Jair Naipal             | Erisa Bleau / Faith Sariman              | Jason Chen / Erisa Bleau              |
| 2015      | Jason Chen            | Erisa Bleau            | Jason Chen / Kevin Karg              | Vivian Huang / Lichelle Yeung            | Jason Chen / Erisa Bleau              |
| 2016      | Rivano Bisphan        | Vivian Huang           | Rivano Bisphan / Timothy Karg        | Igwensa Mateda / Peresa Todie            | Rivano Bisphan / Sion Zeegelaar       |
| 2017      | Rivano Bisphan        | Sion Zeegelaar         | Rivano Bisphan / Al-Hassan Somedjo   | Chloe Poeketie / Sion Zeegelaar          | Rivano Bisphan / Sion Zeegelaar       |
| 2018      | Angelo Chen           | Melody Sjauw Koen Fa   | Angelo Chen / Stanley Wu             | Melody Sjauw Koen Fa / Miracle Abdillah  | Angelo Chen / Melody Sjauw Koen Fa    |
| 2019      | Dickson Liao          | Le Yan Sharon Li       | Dickson Liao / Jia Le Kevin Fang     | Le Yan Sharon Li / Sheryl Liu            | Dickson Liao / Le Yan Sharon Li       |
| 2020 2021 | nicht ausgetragen     | nicht ausgetragen      | nicht ausgetragen                    | nicht ausgetragen                        | nicht ausgetragen                     |
| 2022      | Hilton Li             | Elise Wu               | Ruiz Lieuw A Joe / Nathan Zhong      | Elise Wu / Giselle Wu                    | Hilton Li / Elise Wu                  |
| 2023      | Jezreёl Pick          | Hanna-Christa Emanuels | Jezreёl Pick / Damian Ramkissoon     | Hanna-Christa Emanuels / Faith Comvalius | Jezreёl Pick / Hanna-Christa Emanuels |
| 2024      | Damian Ramkissoon     | C'Ayra Kromosoeto      | Damian Ramkissoon / Nathan Fernandes | C'Ayra Kromosoeto / Kaitlyn De Vries     | Roche Ramlal / Chayenne Ramlal        |

## Titelträger der U11
| Saison    | Herreneinzel         | Dameneinzel       | Herrendoppel                         | Damendoppel                             | Mixed                                  |
| --------- | -------------------- | ----------------- | ------------------------------------ | --------------------------------------- | -------------------------------------- |
| 2001      | Romario Mamatoe      | keine Daten       | keine Daten                          | keine Daten                             | keine Daten                            |
| 2002      | Irfan Djabar         | Ushafe Djarkasi   | Irfan Djabar / Dylan Darmohoetomo    | Ushafe Djarkasi / Tanija Wakiran        | Quin Lie A Fat / Ushafe Djarkasi       |
| 2003      | keine Daten          | keine Daten       | keine Daten                          | keine Daten                             | keine Daten                            |
| 2004      | Jair Liew            | Crystal Leefmans  | Jair Liew / Sören Opti               | Crystal Leefmans / Tanya Wakiran        | Gideon van der Jagt / Crystal Leefmans |
| 2005      | Sören Opti           | Crystal Leefmans  | Sören Opti /                         | Crystal Leefmans /                      | Sören Opti / Crystal Leefmans          |
| 2006      | keine Daten          | keine Daten       | keine Daten                          | keine Daten                             | keine Daten                            |
| 2007      | Mitch Nai Chung Tong | Santusha Ramzan   | Mitch Nai Chung Tong / Shawn Brandon | Shveta Nannan Panday / Simran Pritemani | Faustino Struiken / Santusha Ramzan    |
| 2008      | Mitch Nai Chung Tong | Santusha Ramzan   | Mitch Nai Chung Tong / Shawn Brandon | Santusha Ramzan / Daphne Wong A Foe     | Mitch Nai Chung Tong / Santusha Ramzan |
| 2009      | Juan Del Prado       | Caroline Jameson  | Juan Del Prado / Sjarief Djabar      | Caroline Jameson / Charien Vervuurt     | Juan Del Prado / Caroline Jameson      |
| 2010      | Sjarief Djabar       | Shemara Lindveld  | keine Daten                          | keine Daten                             | Sjarief Djabar / Iraisa Ramnandanlal   |
| 2011      | Manish Nannanpanday  | Nazeeya Oemar     | Danny Chen / Damien Kort             | Erisa Bleau / Stacey Cheung             | Damien Kort / Erisa Bleau              |
| 2012      | Danny Chen           | Erisa Bleau       | Danny Chen / David Cheung            | Erisa Bleau / Faith Sariman             | Danny Chen / Erisa Bleau               |
| 2013      | Jason Chen           | Erisa Bleau       | Jason Chen / Troy Kort               | Erisa Bleau / Fauroez Lindveld          | Jason Chen / Erisa Bleau               |
| 2014      | Timothy Karg         | Vivian Huang      | Rivano Bisphan / Timothy Karg        | Vivian Huang / Lana-Sue Landburg        | Angelo Chen / Vivian Huang             |
| 2015      | Rivano Bisphan       | Sion Zeegelaar    | Zair Amatkarijo / Al-Hassan Somedjo  | Chante Koswal / Sion Zeegelaar          | Rivano Bisphan / Sion Zeegelaar        |
| 2016      | Angelo Chen          | Miracle Abdillah  | Angelo Chen / Stanley Wu             | Miracle Abdillah / Sheetal Autar        | Angelo Chen / Melody Sjauw Koen Fa     |
| 2017      | Dickson Liao         | Sheryl Ramdaras   | Dickson Liao / Sean Li               | Siara Bleau / Xue-Wen Fung              | Dickson Liao / Sheryl Ramdaras         |
| 2018      | Jeric Van Der Leuv   | Le Yan Sharon Li  | Jeric van der Leuv / Terence Huang   | nicht ausgetragen                       | Jeric van der Leuv / Gillian Jones     |
| 2019      | Terrence Li          | Elise Wu          | Shaquille Somedjo / Nathan Zhong     | Elise Wu / Kirsten Rais                 | Joshua Lan / Elise Wu                  |
| 2020 2021 | nicht ausgetragen    | nicht ausgetragen | nicht ausgetragen                    | nicht ausgetragen                       | nicht ausgetragen                      |
| 2022      | Damian Ramkissoon    | C'Ayra Kromosoeto | Ayden Lee / Roche Ramlal             | C'Ayra Kromosoeto / Kaithlyn De Vries   | Damian Ramkissoon / C'Ayra Kromosoeto  |
| 2023      | Jeremi Fraser        | Chayenne Ramlal   | nicht ausgetragen                    | Lindsey Schmeltz / Miley Schmeltz       | nicht ausgetragen                      |
| 2024      | Jeremi Fraser        | La-Fay Stenhuijs  | Joshua Fernandes / Issey Samiran     | Miley Schmeltz / La-Fay Stenhuijs       | Jeremi Fraser / La-Fay Stenhuijs       |